# ArcanA
ArcanA è un programma culturale dedicato alla storia dell'Arte Magica andato in onda su Rai 2 dal 19 giugno al 2 agosto 2006. La trasmissione è stata condotta da Walter Rolfo, anche autore, insieme a Giulio Di Martino, Gian Stefano Spoto, Andrea Natella. La regia è di Gabriele Cipollitti.
ArcanA, primo programma italiano interamente dedicato alla storia della magia, ha riportato l'attenzione del grande pubblico su questa forma di spettacolo. Grazie alla presenza di prestigiatori nazionali e internazionali, il programma, nonostante il limitato budget, ha riscosso notevoli successi di pubblico e di critica, raggiungendo punte del 25% di share.
In ogni puntata venivano trattati argomenti inerenti a: grandi maghi della storia, storia delle più famose illusioni, mondo del paranormale, tecniche dei bari, bizzarre magic, street magic.
Ognuno di tali argomenti veniva affrontato con un documentario esplicativo, al quale seguiva il relativo esperimento “magico” - eseguito in studio sotto il controllo di personaggi autorevoli aventi il compito di testimoniare l'assenza di trucchi televisivi.